# Alois Dvořák

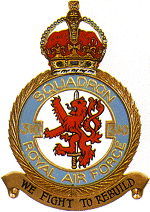
Odznak 310. perutě RAF

Alois Dvořák (23. května 1916 Plumlov – 24. září 1941) byl československý pilot. Měl dva starší bratry, Bohumila a Antonína. Během druhé světové války působil v 310. československé stíhací peruti RAF. Zemřel poté, co jeho Hawker Hurricane narazil křídlem do Leachie Hill ve Skotsku. Pohřben je na hřbitově v Dyce, hrabství Aberdeen, hrob č. 29.
V září 1991 byl in memoriam povýšen do hodnosti plukovník československého letectva. Jméno Aloise Dvořáka je uvedeno na pomníku obětem 1. a 2. světové války v Plumlově.